# Mahamadou Susoho
Mahamadou Susoho Sissoho, född 20 januari 2005 i Granollers, är en spansk fotbollsspelare som spelar för Peterborough United, på lån från Manchester City.

## Karriär
Den 6 augusti 2024 lånades Susoho ut av Manchester City till League One-klubben Peterborough United på ett säsongslån.